# Gonomyia (Leiponeura) edo
Gonomyia (Leiponeura) edo is een tweevleugelige uit de familie steltmuggen (Limoniidae). De soort komt voor in het Afrotropisch gebied.